# فرانز ليوبولد نيومان
فرانز ليوبولد نيومان (و. 1900 – 1954 م) هو فيلسوف، وقانوني، وعالم اجتماع، وأستاذ جامعي، ومحامي من الإمبراطورية الألمانية، وجمهورية فايمار، ولد في كاتوفيتسه، كان عضوًا في الحزب الديمقراطي الاجتماعي الألماني، توفي عن عمر يناهز 54 عاماً، بسبب حادث مرور.

## التعليم
تعلم في كلية لندن للاقتصاد
.

## جوائز
حصل على جوائز منها:

زمالة غوغنهايم